# Kibara buergersiana
Kibara buergersiana är en tvåhjärtbladig växtart som beskrevs av Janet Russell Perkins. Kibara buergersiana ingår i släktet Kibara och familjen Monimiaceae. Inga underarter finns listade i Catalogue of Life.